# Hiroshima-Hain (Hannover)

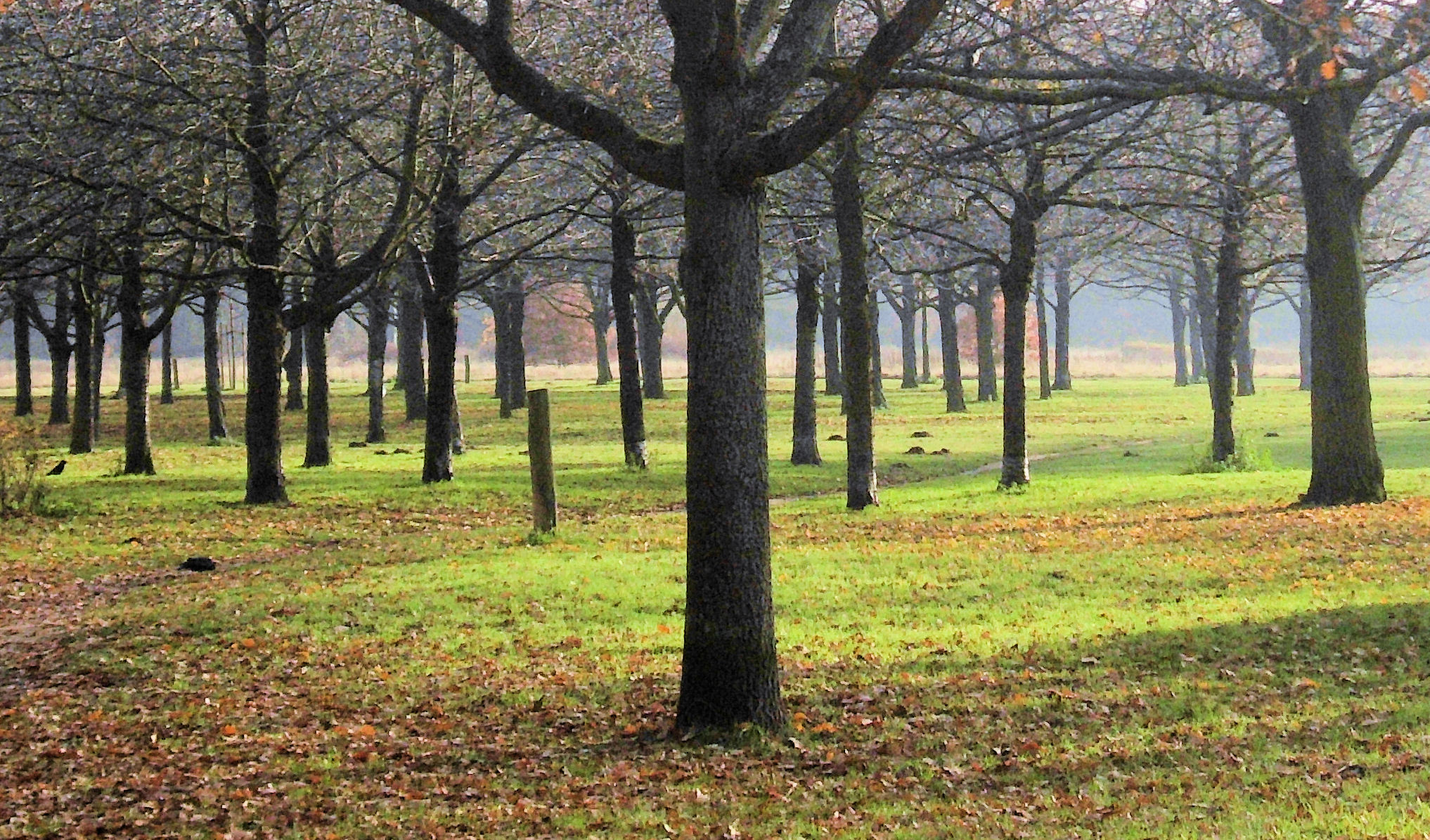
Hiroshima-Hain mit seinen 110 Kirschbäumen im Herbst

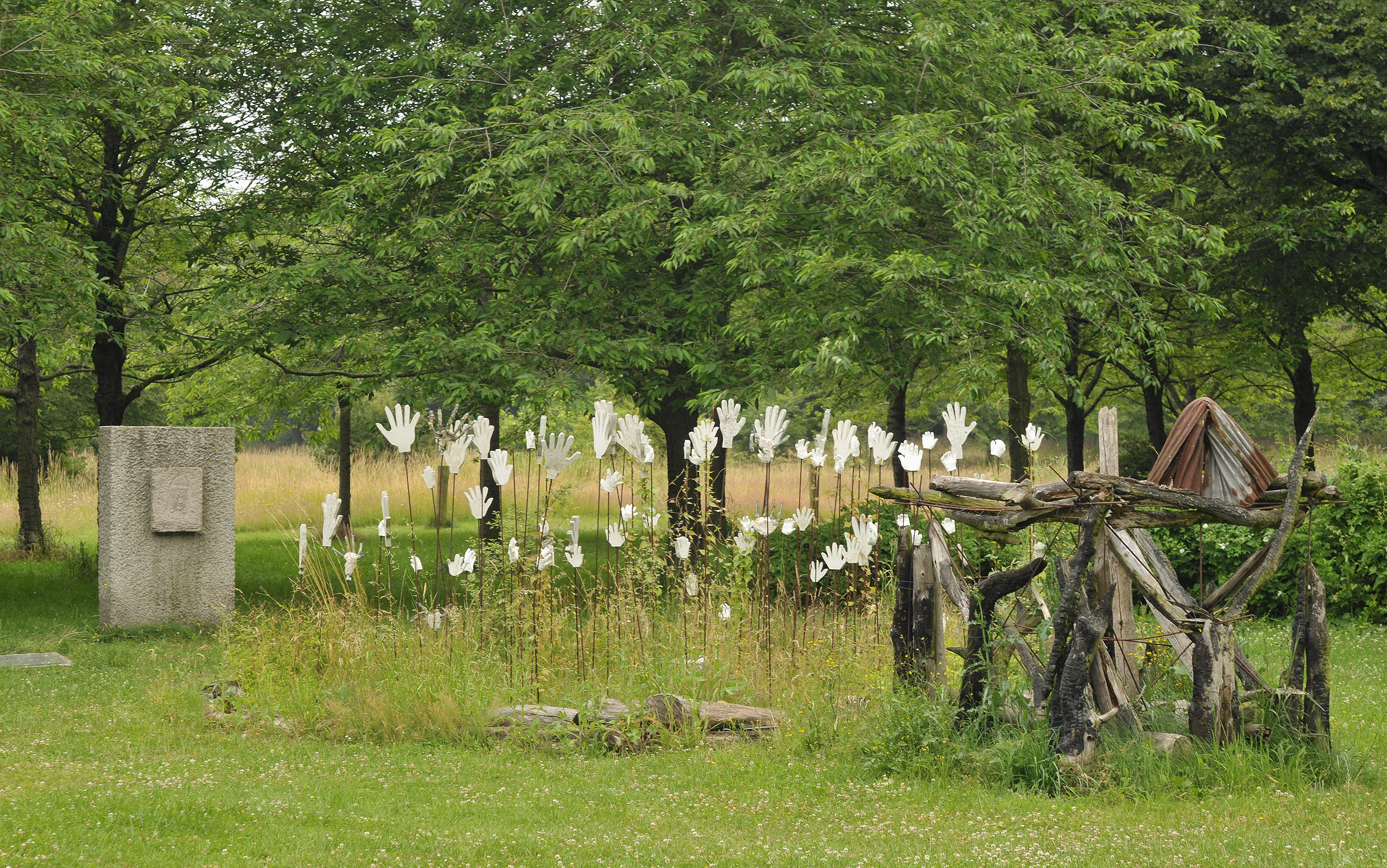
Die Installationen am Hiroshima-Hain

Der Hiroshima-Hain, auch als Hiroshima-Gedenkhain bezeichnet, in Hannover wurde im Jahr 1987 in einem Park an der Eilenriede im Stadtteil Bult angelegt. Er dient dem Gedenken an die 110.000 Japaner, die während des Atombombenabwurfs am 6. August 1945 in Hiroshima ums Leben kamen. Der Hain entstand im Rahmen der Städtepartnerschaft zwischen der niedersächsischen Landeshauptstadt Hannover und der japanischen Stadt Hiroshima. Er besteht aus einer Gedenkstätte mit 110 Kirschbäumen, Kunstinstallationen und einem Gedenkstein aus Granit. In der Anlage findet jedes Jahr neben Veranstaltungen zum 6. August auch eine Feier zum japanischen Kirschblütenfest statt. Darüber hinaus ist sie ein Naherholungsort.

## Lage
Der Hiroshima-Hain befindet sich im Park Die „Alte Bult“ in der Nähe des Kinderkrankenhauses auf der Bult. Der großflächige Park war über 60 Jahre lang eine Pferderennbahn. Danach konnte sich die Natur auf dem Areal in der langen Zeit der extensiven Nutzung fast frei entwickeln. Ein großer Teil der Fläche ist inzwischen von Sandmagerrasen geprägt, der nach dem Niedersächsischen Naturschutzgesetzes zu den besonders geschützten Biotopen zählt. Darüber hinaus bieten Borstgrasrasen und mittelfeuchte Grünlandbereiche wichtige Lebensräume für Pflanzen und Tiere.

## Entstehung
Die Idee zu der Anlage des Hiroshima-Hains entstand in der Friedensbewegung. Die Ärzteinitiative Ärzte warnen vor dem Atomkrieg und das Hiroshima Bündnis starteten zunächst einen Spendenaufruf. Mit Hilfe der Stadt Hannover konnte das Projekt vom Jahr 1962 an umgesetzt werden.

## Beschreibung
Der Hiroshima-Hain entstand in den Jahren 1987 mit der Pflanzung der spendenfinanzierten Kirschbäume, 1992 mit der Aufstellung der Granitplatte mit dem Bildnis der Göttin Kannon und 2000 mit Kunstinstallationen des Künstlers Klaus-Dieter Kappenberg (* 28. Juli 1945; † 15. Mai 2012).
Die 110 Kirschbäume im Hiroshima-Hain erinnern an die 110.000 Japaner, die während des Atombombenabwurfs auf Hiroshima am 6. August 1945 ums Leben kamen. Jeder der Kirschbäume steht dabei für jeweils 1000 Menschen, die unmittelbar bei der Explosion verstorben sind.

### Kunstinstallationen

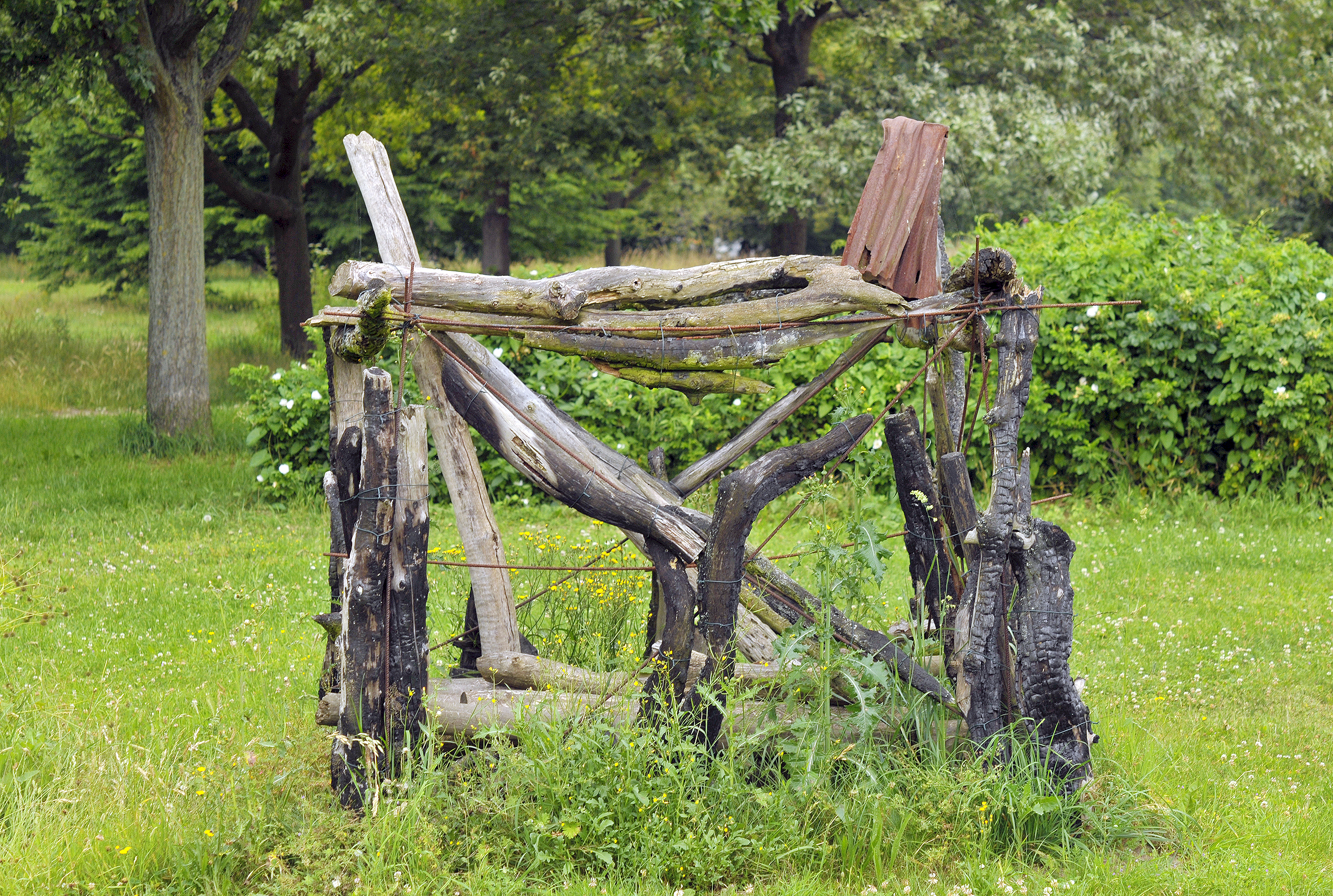
Installation am Eingang zum Hiroshima-Hain, ein ausgebranntes Zuhause darstellend

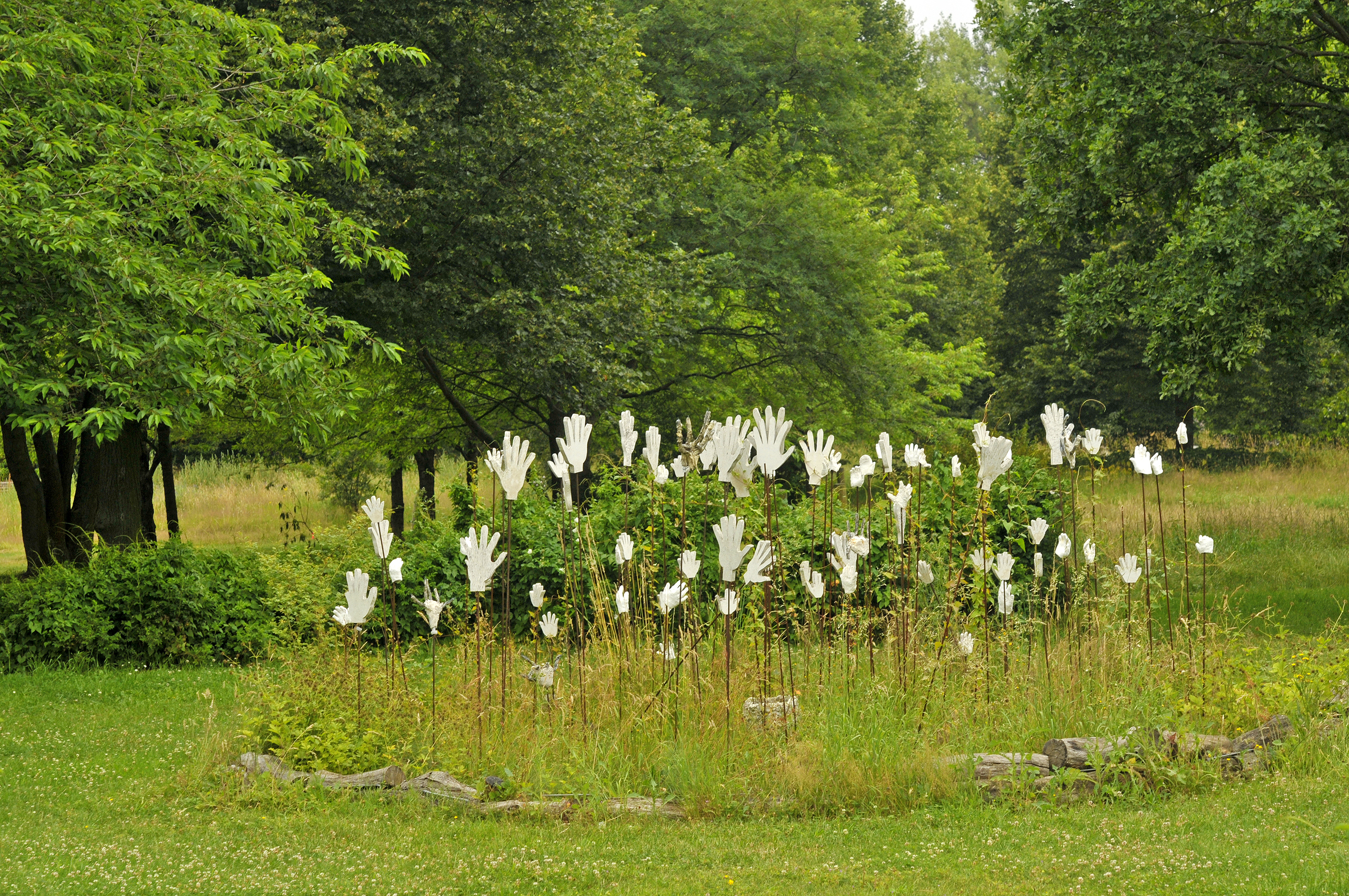
Installation der flehenden Hände am Eingang zum Hiroshima-Hain

Am Eingang zum Hiroshima-Hain steht eine Kunstinstallation, die ein ausgebranntes Zuhause darstellen soll. Sie besteht aus angekohlten Baumstämmen mit einem darüber liegenden, verschmorten und deformierten Wellblechdach. 
Daneben befindet sich die Installation der flehenden Hände mit einem aus zersägten Baumstämmen gelegten kreisrunden Ouroboros. Auf Stöcken stecken in halber Höhe kleine Kinderhände und darüber größere Erwachsenenhände. Der Künstler Klaus-Dieter Kappenberg gestaltete diese Installation im Jahr 2000 zusammen mit Gästen aus verschiedenen Partnerstädten von Hannover. In dem kreisrunden Ouroboros liegen weitere Baumstämme, die beim Blick von oben das CND-Symbol für atomare Abrüstung erkennen lassen. Die ausgestreckten Hände symbolisieren die erwartungsvollen Hände von Demonstranten, die hoffnungsvoll der atomaren Abrüstung entgegengehen. Dieser Eindruck wird noch dadurch verstärkt, dass in der Kreismitte ein Modell des Genbaku Domes steht. Das Bauwerk wurde bei dem Atombombenangriff auf Hiroshima nur teilweise zerstört und steht als Friedensdenkmal im Friedenspark Hiroshima. Die Installation gilt als das Vermächtnis des inzwischen verstorbenen Künstlers Klaus-Dieter Kappenberg.

### Granitplatte aus Hiroshima

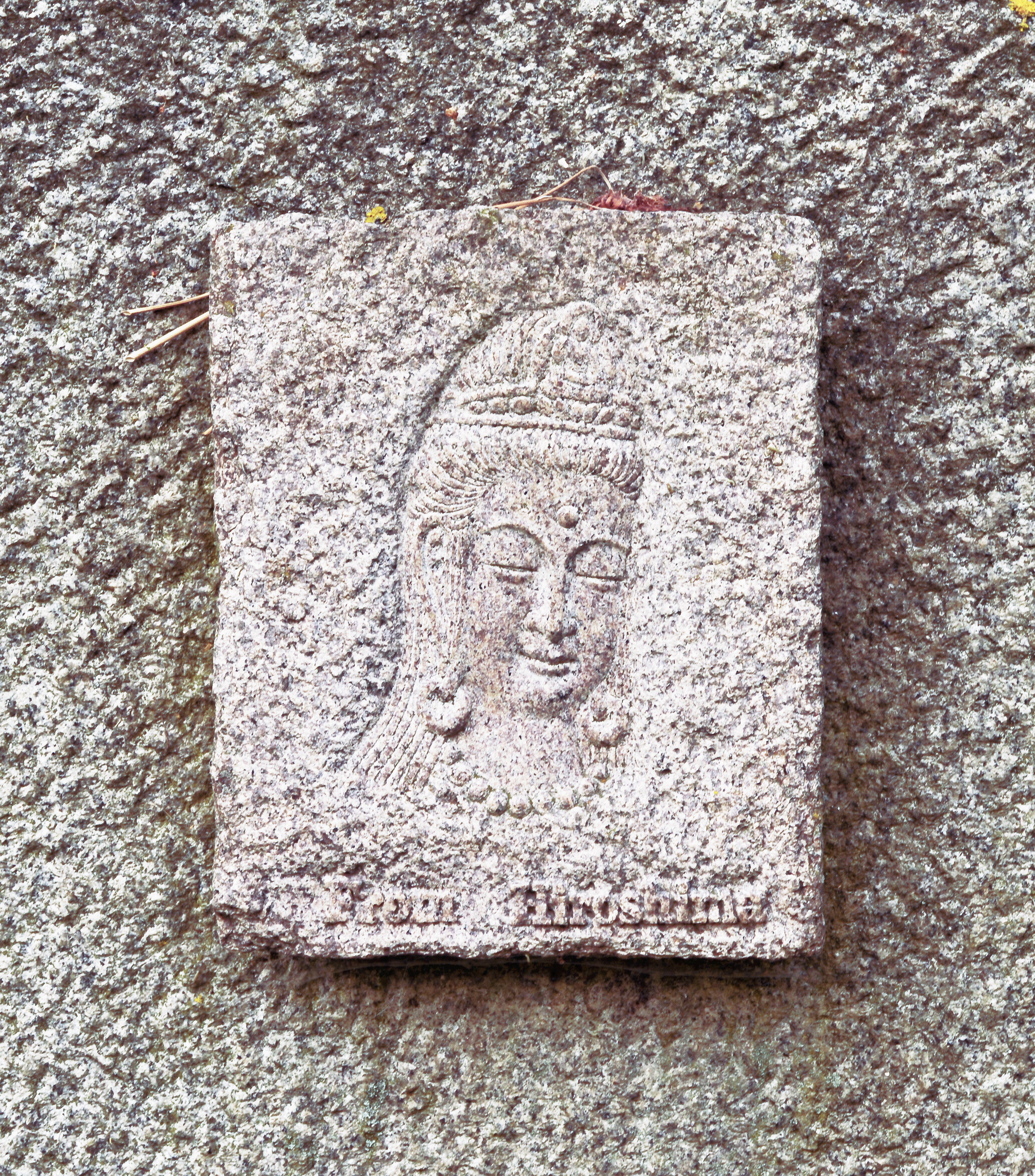
Granitplatte mit dem Bildnis von Kannon, dem weiblichen Bodhisattva des Mitgefühls, und der Inschrift „From Hiroshima“

Die an einem aufgestellten Stein angebrachte Granitplatte mit dem Bildnis der Kannon ist ein Geschenk der Gesellschaft Granitplatten für den Frieden aus Hiroshima, die im Juni 1992 im Hiroshima-Hain enthüllt wurde. Laut der Schenkungsurkunde stammt die Granitplatte aus der Pflasterung zwischen den Schienen der Straßenbahn Hiroshima. Sie befand sich etwa 200 Meter nördlich des Explosionspunktes der Atombombe, die am 6. August 1945 um 8.15 Uhr abgeworfen wurde, und war daher deren Wirkung voll ausgesetzt. In 180 dieser Granitplatten wurde später ein Bildnis der Göttin Kannon eingemeißelt, die als Symbol der Sehnsucht nach immer währendem Frieden gilt. 
Christiane Meyer, Professorin für Didaktik der Geographie am Institut Didaktik der Naturwissenschaften an der Leibniz Universität Hannover, sieht den symbolischen Wert der Granitplatte in ihrer Werte-Bildung zur ethischen Orientierung angesichts der in Hiroshima sichtbaren Folgen menschlichen Handels.
Meyer führt dazu aus: „Ein Lernen mit allen Sinnen vor Ort ermöglicht eine nachhaltige Werte-Bildung, die als Basis von reflektiertem Urteilen zu verantwortungsvollem Handeln beitragen kann.“

## Veranstaltungen
Hiroshima-Tag am 6. August
Der Hiroshima-Tag am 6. August erinnert mit seinen Gedenkveranstaltungen an die Opfer der Atombombenabwürfe auf Hiroshima und Nagasaki. Die Veranstaltungsorte sind üblicherweise das Mahnmal Aegidienkirche, der Hiroshima-Hain, der Hodlersaal im Neuen Rathaus und der Park der Partnerstädte im Maschpark.
Kirschblütenfest

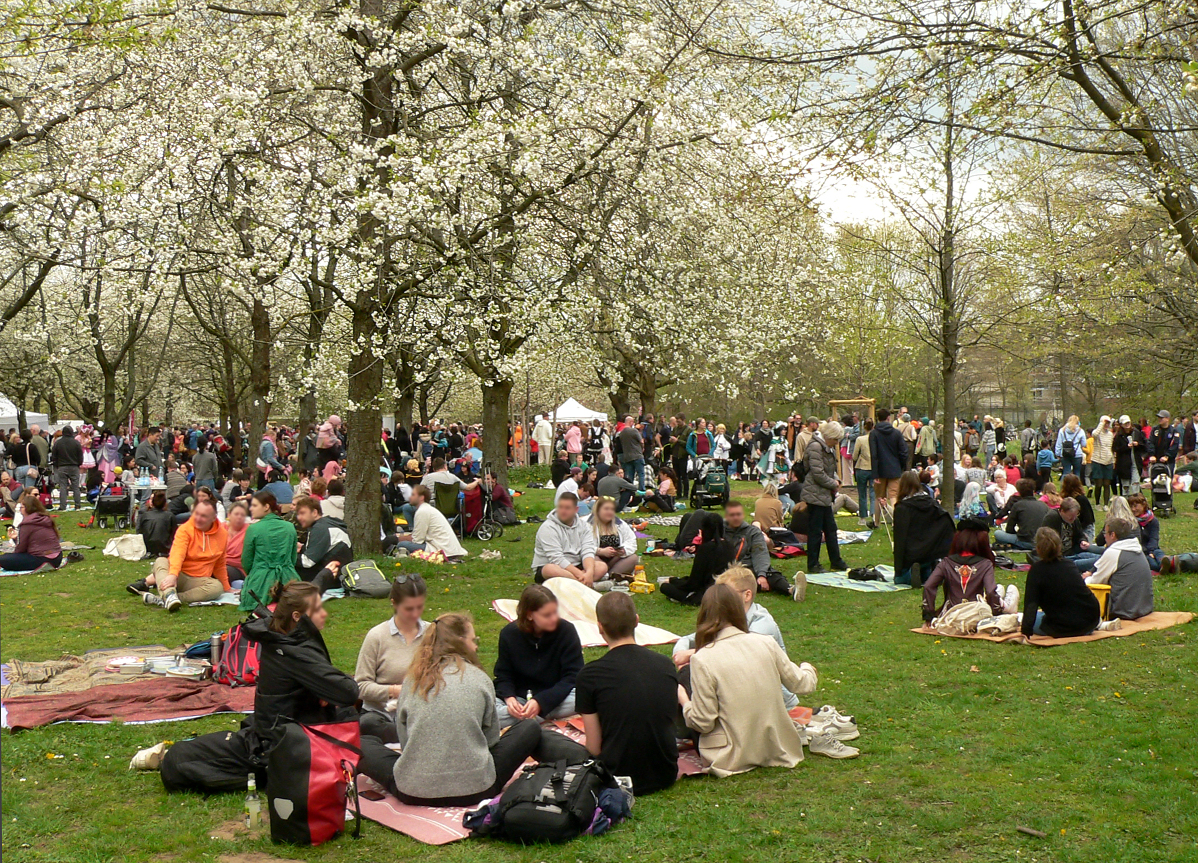
Kirschblütenfest während der Kirschblüte

Das Kulturbüro der Stadt Hannover übernahm im Jahr 2001 die japanische Tradition, während der Kirschblüte das Kirschblütenfest im Hiroshima-Hain zu begehen. Unter blühenden Kirschbäumen bieten Vereine und Initiativen ein vielfältiges Kulturprogramm mit japanischer Kampfkunst, Kalligraphie, Origami, Taiko-Vorführungen, Musik, kulinarische japanischen Spezialitäten, Manga-Präsentationen und japanischen Teezeremonien an.